# Sei Nazioni femminile 2018
Il Sei Nazioni femminile 2018 (ingl. 2018 Women's Six Nations Championship, fr. Tournoi des Six Nations féminin 2018) fu la 17ª edizione del torneo rugbistico che vede annualmente confrontarsi le Nazionali femminili di Francia, Galles, Inghilterra, Irlanda, Italia e Scozia, nonché la 23ª in assoluto considerando anche le edizioni dell'Home Championship e del Cinque Nazioni.
Analogamente al torneo maschile, dall'edizione 2017 il sistema di punteggio è quello dell'Emisfero Sud che prevede 4 punti a vittoria, due a pareggio, zero a sconfitta, uno per la squadra che marca almeno quattro mete e un ulteriore eventuale bonus in caso di sconfitta con sette o meno punti di distacco.
In aggiunta a ciò, alla squadra che vince tutte le partite è assicurato un bonus di tre punti generale al fine di garantire che il Grande Slam garantisca anche la vittoria del torneo.
Ad aggiudicarsi il torneo fu, per la sesta volta (e la quinta con il Grande Slam) la Francia che, oltre al titolo, vide il suo estremo Jessy Trémoulière aggiudicarsi la classifica di punti marcati (61) e di mete (5) anche se quest'ultima in condominio con l'inglese Ellie Kildunne.
L'incontro decisivo che diede alle francesi la supremazia nel torneo fu nella quarta giornata a Grenoble contro le inglesi: di fronte a più di 17 000 spettatori la Francia riuscì nell'ultimo minuto di gioco, con una meta di Trémoulière, a ribaltare il punteggio che vedeva le loro rivali d'Oltremanica vincere 17-13 e aggiudicarsi l'incontro per 18-17, che pur senza il punto di bonus le tenne in corsa per lo Slam, completato nell'ultima giornata in casa del Galles a Colwyn Bay.
A vedersi assegnato il Cucchiaio fu invece il Galles, ultimo a pari punti in classifica della Scozia ma con peggior differenza punti fatti/subiti, che prese il posto dell'Italia, fanalino di coda in solitaria nell'edizione precedente; quanto alla citata Italia, terminò al quarto posto con due vittorie nelle ultime due partite, contro proprio Galles (al Millennium Stadium di Cardiff) e Scozia (al Plebiscito di Padova): si trattò delle prime vittorie italiane nell'epoca-bonus, in quanto l'ultima posta piena delle Azzurre fu nel torneo 2016 di nuovo contro le scozzesi a Bologna, ultima stagione con il vecchio sistema di classifica.

## Risultati

### 1ª giornata
| Arbitro: | Séan Gallagher |

|                                            |      |                            |
| Kavanagh-Williams 11’ Bluck 40+1’ Lake 51’ | mt   | 45’, 62’ Rollie 69’ Konkel |
|                                            | tr   | 69’ Skeldon                |
| Evans 24’                                  | c.p. |                            |

| Arbitro: | Ian Tempest |

|                                           |    |  |
| Banet 6’ Le Pesq 25’, 75’ Trémoulière 34’ | mt |  |
| Trémoulière 25’, 74’                      | tr |  |

| Arbitro: | Tim Baker |

|             |      |                                                                |
| Ruzza 35’   | mt   | 6’ Bern 52’, 65’, 80+2’ Hunter 55’ Cleall 58’ Dow 68’ Kildunne |
| Sillari 35’ | tr   | 6’, 65’ Daley-McLean                                           |
|             | c.p. | 42’ Daley-McLean                                               |

### 2ª giornata
| Arbitro: | Aimee Barrett-Theron |

|                                                                           |    |  |
| Cleall 7’, 69’ Dow 17’ Riley 21’ Kildunne 29’, 78’ Packer 45’ Burford 59’ | mt |  |
| McLean 7’, 17’, 21’, 45’, 59’, 78’                                        | tr |  |

| Arbitro: | Graham Cooper |

|         |      |                                              |
|         | mt   | 36’ Sochat 38’ Banet 72’ Boujard 79’ Le Pesq |
|         | tr   | 38’, 72’, 79’ Trémoulière                    |
| Law 30’ | c.p. |                                              |

| Arbitro: | Tim Baker |

|                              |      |               |
| Williams 9’ Griffin 66’, 76’ | mt   | 79’ Ricci     |
| Briggs 9’, 66’, 76’          | tr   |               |
|                              | c.p. | 40+2’ Sillari |

### 3ª giornata
| Arbitro: | Joy Neville |

|            |      |                                                                         |
| Konkel 18’ | mt   | 3’ Waterman 8’ Bern 21’, 48’ Pearce 39’ Kildunne 63’ Tuima 67’ Waterman |
|            | tr   | 3’, 8’, 21’, 63’ Daley-McLean                                           |
| Law 16’    | c.p. |                                                                         |

| Arbitro: | Rose LaBrèche |

|                                                                                       |      |  |
| Banet 8’, 15’ Trémoulière 32’ M. Ménager 35’, 76’ Sochat 40’ Rivolaen 73’ Bourdon 80’ | mt   |  |
| Trémoulière 8’, 15’, 32’, 35’, 40’, 73’, 80’                                          | tr   |  |
| Trémoulière 25’                                                                       | c.p. |  |

| Arbitro: | Sara Cox |

|                                                    |    |                       |
| Lyons 15’ Molloy 40+1’, 78’ Naoupu 51’ Tyrrell 73’ | mt | 43’ Evans 46’ Harries |
| Briggs 15’, 40+1’, 51’ Flood 74’, 78’              | tr | 43’ Snowsill          |

### 4ª giornata
| Arbitro: | Joy Neville |

|                                 |      |                      |
| Trémoulière 29’, 78’ Drouin 39’ | mt   | 7’ Dow 50’ Cokayne   |
|                                 | tr   | 7’, 50’ Daley-McLean |
| Trémoulière 54’                 | c.p. | 71’ Daley-McLean     |

| Arbitro: | Marie Lematte |

|                          |      |                                                 |
| Butchers 31’ Harries 68’ | mt   | 8’ Locatelli 38’ Magatti 46’ Rigoni 80’ Sillari |
| Wilkins 68’              | tr   | 8’ Sillari                                      |
| Wilkins 27’              | c.p. |                                                 |

| Arbitro: | Ian Tempest |

|                             |      |                       |
| tecnica 50’ Fitzpatrick 69’ | mt   | 41’ Nelson 62’ Rollie |
|                             | tr   | 62’ Skeldon           |
|                             | c.p. | 8’ Nelson             |

### 5ª giornata
| Arbitro: | Alhambra Nievas |

|                                                           |      |                        |
| Waterman 10’ Packer 26’ Cokayne 29’ Kildunne 57’ Reed 63’ | mt   | 71’ Molloy             |
| Daley-McLean 26’, 29’, 57’, 63’                           | tr   | 71’ Briggs             |
|                                                           | c.p. | 20’ Tyrrell 33’ Briggs |

| Arbitro: | M. Beatrice Benvenuti |

|             |      |                                                                         |
|             | mt   | 5’ Bourdon 11’ Drouin 39’ Trémoulière 51’ tecnica 56’ Sochat 67’ Neisen |
|             | tr   | 5’, 11’, 56’ Trémoulière                                                |
| Wilkins 35’ | c.p. |                                                                         |

| Arbitro: | Sara Cox |

|                                               |    |                          |
| Bettoni 2’ S. Stefan 9’ Franco 26’ Rigoni 46’ | mt | 56’ Skeldon 62’ Sinclair |
| Sillari 2’, 26’, 46’                          | tr | 62’ Skeldon              |

## Classifica
| Pos | Squadra     | G | V | N | P | PF  | PS  | DP   | BMP | Pt |
| --- | ----------- | - | - | - | - | --- | --- | ---- | --- | -- |
| 1   | Francia     | 5 | 5 | 0 | 0 | 163 | 23  | +140 | 7   | 27 |
| 2   | Inghilterra | 5 | 4 | 0 | 1 | 187 | 44  | +143 | 5   | 21 |
| 3   | Irlanda     | 5 | 2 | 0 | 3 | 79  | 92  | −13  | 2   | 10 |
| 4   | Italia      | 5 | 2 | 0 | 3 | 63  | 147 | −84  | 2   | 10 |
| 5   | Scozia      | 5 | 1 | 0 | 4 | 55  | 125 | −70  | 1   | 5  |
| 6   | Galles      | 5 | 1 | 0 | 4 | 48  | 184 | −136 | 1   | 5  |